# Incisure jugulaire de l'occipital
Les incisures jugulaires de l'occipital  (ou échancrures jugulaires de l’occipital ou encoches jugulaires de l’occipital) sont les deux segments légèrement concaves situés  sur les bords latéraux des parties latérales de l'os occipital. 
Elles complétent médialement les incisures jugulaires du bord postérieur de la partie pétreuse de l'os temporal pour former le foramen jugulaire.